# いすゞ・ビークロス
ビークロス（VehiCROSS）は、1997年からいすゞ自動車によって販売されていたクロスオーバーSUVの乗用車である。

## 概要
1993年に乗用車生産から撤退したいすゞ自動車にとって、当時唯一のスペシャルティカーであると同時に、スペシャルティカーとSUVという異なるジャンルを融合させたクロスオーバーSUVでもある。
少々登場が早すぎたのか一大ムーブメントを起こすには至らなかったが、現代でいうところの『クーペSUV』をいち早く市場に送り出したという点で評価を受けている。

## メカニズム

### ボディ
ボディはサイモン・コックスによるデザインで、ラウンドしたフォルムやスペアタイヤ内蔵バックドア、無塗装のPPで造形された車体下部など、極めて近未来的かつ個性的なスタイリングを有している。
灯火類には他社も含めた他車種のパーツを流用することで、コストダウンが図られている。ヘッドライトのシールドビーム部分はオートザム・キャロル、フロントターンレンズはダイハツ・オプティ、サイドターンレンズはユーノス・ロードスター、ポジションレンズは日産・パオ、ハイマウントストップランプはユーノス・100（マツダ・ファミリアアスティナ）の純正部品が流用されている。

### シャシ・サスペンション
シャシ・フレーム自体は、ビッグホーンショートのものをほぼ流用している。変更点は、ボディデザインや、バックドア側の要件に対応したフレームとキャブマウントの位置程度である。マウントに用いられる材質は、乗り心地や騒音および振動の低減に有利だが変形が大きいラバーブッシュから、ラリーレイド競技で使用しているナイロン樹脂に近い硬度のものに変更した。
サスペンションは、前輪がダブルウィッシュボーン式、後輪が4リンクコイルスプリングを用いている。カヤバ製のオイルタンク別体のショックアブソーバーが採用され、固めのスプリングと高い減衰力の組み合わせとなっている。足回りでラリーレイドからのフィードバックが特に強く反映された部品がこのショックアブソーバーであり、ビッグホーンのラリー車専用に設計されたアルミ製タンク別体式モノチューブタイプのショックアブソーバーを採用した。
なお、北米仕様は現地の路面状況や嗜好に合わせ、ショックアブソーバーの減衰力の違いや、ラテラルロッドを廃止する等の変更が加えられており、日本仕様に比べて乗り心地を重視したものになっている。

### パワートレイン
駆動方式はTODと呼ばれる電子制御トルクスプリット4WDを、ビッグホーンから流用している。ビークロスの車両特性に合わせてトルクスプリットの応答性を向上させ、スポーティ性を強調した設定になっている。なお、北米仕様は現地の仕様特性に合わせ、日本仕様のパートタイム式からフルタイム式に変更されている（2Hの設定がない）。
エンジンはV型6気筒DOHCガソリンエンジンのみの設定で、日本仕様には排気量3.2 Lの6VD1型が、北米仕様には6VD1型をベースにロングストローク化した排気量3.5 Lの6VE1型が搭載される。組み合わせられるトランスミッションは4速ATのみの設定である。

## 歴史
1993年、いすゞはコンセプトカー「ヴィークロス」（ビークロスではない）を第30回東京モーターショーに参考出品させ、その前衛的なスタイリングが広く衆目を集めた。ただヴィークロスは量産型「ビークロス」とは異なり、ジェミニ4WD車のシャシを流用しており、クロスオーバーSUVに近い性格のモデルであった。
ヴィークロスがショー来場者の良好な反応を集めたため市販型の開発が決定、1997年、車名も新たに「ビークロス」として発売された（当時の担当者が運輸省へ認可のための書類を提出する際、誤って『ビークロス』としたといわれている。そのためか、いすゞのパンフレットなどには『ヴィークロス』と表記されているものが多い。）。シャシはビッグホーン・ショート型のものに変更され、車種の性格も本格的なクロスカントリーSUVに改められた。ベース車種が大幅に変更となったため、コンセプトカーのデザインを再現するにあたって相当な困難があったとされている。実車は長くなったオーバーハングなどショーモデルと異なる部分はあるが、全体としてショーモデルの雰囲気が再現されていた。車体組立てに本来収縮率の異なる鋼体とPPとをうまく接合させる事に神経を使うデザインであったため、かつて117クーペハンドメイド車に携わった熟練組立工が手作業で担当したのも隠れた逸話である。

### 1992 - 1993年 コンセプトカー「ヴィークロス」の開発

#### 基本設計・車両開発
1993年東京モーターショー出品用のコンセプトカーとして、1992年初夏に開発がスタート。企画・基本設計は日本、デザインはヨーロッパで行われた。主にいすゞ・藤沢工場で行われた基本設計では、3代目ジェミニなどで採用されたニシボリック・サスペンション開発者の西堀稔がリーダーとなり作業が進められた。「海外の悪路を走破できる全天候型スポーツカー」というコンセプトのもと、ラリーレイドでも十分対応できる走りのパッケージが追求され、380mmを確保した最低地上高、ロングストロークを実現した4輪ダブルウィッシュボーン式サスペンションの採用などが特徴である。またカーボン素材やアルミフレームなどの高価な素材も多用されている。エンジンは、ジェミニの1.6Lエンジンをベースにしたスーパーチャージャー付きガソリン直噴エンジンの搭載が計画された。

#### デザイン開発
デザイン開発はベルギーのIEE（いすゞ・ヨーロッパ・エンジニアリング）で行われ、のちに日産自動車常務・デザイン本部長を務めた中村史郎がチーフデザイナーとなり、デザイン全体のマネージメントを行った（チーフデザイナーは途中交替）。エクステリアデザインのキーデザイナーは、のちにGMへ移籍したサイモン・コックス。その後、イギリスに開発拠点を移し、最終的なクレイモデルの完成に漕ぎ着けた。3代目ジェミニの基本コンポーネンツを流用して開発されたコンセプトカーであったため、低いフロアやコンパクトなボディが実現可能となった。後の市販化の際にはモノコックボディの技術を継承すべく、再度ジェミニのコンポーネンツ流用も検討されたが、生産設備の関係から結局見送られた。

## 年表

### 日本
1997年（平成9年）3月26日、発表（発売は同年4月26日）。量産化においてはミュー、ミュー・ウィザード、ビッグホーンなどの既存のプラットフォームを有効利用するとともに、当時まだ珍しかったバックアイカメラ連動型モニタを標準装備し、レカロシートやモモのエアバッグ付き本革巻きステアリングを国内では最も早く採用するなど社外ブランドも積極的に取り入れた。
同年11月、当初設定された5色に20色のボディカラーを加えた「プレミアムカラープロデュース25」をオプション設定。発売当初は5色の標準ボディカラーをまとめて塗装、生産していたが、途中から受注生産・塗装に近い形となり、プレミアムカラー発売後はほとんどが手吹き塗装となった。また、プレミアムカラーはそれまでいすゞが発売してきた乗用車、SUVのフラッグシップカラーを基にしたものが多い。
1999年（平成11年）2月8日、日本国内での販売終了に際して、最終限定車「175リミテッドエディション」を発売。ビークロスの開発コードに由来して175台が生産された。装備の内容は、日本仕様に代わって生産される北米仕様に準じており、各部メタル調のパーツ、ポリッシュ加工されたアルミホイール、立体デカール、黒を基調とした内装にレッド/ブラックの本革シート、そしてシリアルナンバーを刻印した記念プレートが装備されている。
日本国内での生産は、ボディプレスに使用したセラミック（コンクリート）製金型の耐久性などから当初限定で約2,000 - 3,000台の範囲で想定されていたが、最終的に月産約200台の規模で行われた。もとより少量生産が前提であったものの、クルマの性格、デザインが特異だったことやハードな乗り心地、2ドアという使い勝手や後方視界の悪さなどといった要素にハンデを負ったことから、メーカーが想定したほど多くの台数を販売することはできなかった。日本での販売台数は、登録ベースで約1,700台であった。

### 北米
日本での販売終了と入れ替わる形で、1999年モデルイヤーから北米市場での販売が開始された。内容は前述の「175リミテッドエディション」の装備に加え、北米の安全法規への適合、また現地からの市場調査・テストに基づいた3,500ccエンジン（6VD1→6VE1）への変更、ヘッドランプのマルチルフレクター化、運転席エアバッグの仕様変更（MOMO製→いすゞ純正、容量変更55リットル→70リットル）、サスペンションの減衰力変更、バックアイカメラの廃止などが行われた。
北米仕様では年次改良が行われ、2000年にボディカラーの追加および変更、18インチホイールへの換装が行われた。
現地法人ではビークロスによるスペシャリティSUVの潜在的需要を掘り起こすべく、カリフォルニアなどの温暖な地域でのオープンカー需要に対応したオープン仕様「VX-02」（1999年）と、使い勝手を向上させるべくビッグホーンのロングボディのフレームを使用して4ドア化した「VX-4」（2000年）という2台のコンセプトカーを発表したが、いずれも市販化されることはなかった。
2002年、厳格化された北米での衝突安全基準等への対応が難しくなったため、スペシャリティSUVの座をアクシオムに譲り、生産・販売を終了した。北米での販売台数は約4,000台であった。

## トピックス
オリジナルビデオ作品『ウルトラマンネオス』に登場する「ハートビーターSX」やウルトラセブン1999最終章6部作のポインターなどのモデル車両になった。
映画ミッション・トゥ・マーズにはオープン仕様の「VX-02」が登場している。
2006年春にビークロスオーナー＆ファンクラブ“VehiSQUARE”開設5周年を記念したビークロス専門書籍「VehiCross Perfect〜Chronicle1993-2003〜」が発売された。コンセプトカー誕生から10年に渡る軌跡を、開発、生産、販売、モータースポーツなど、まさに可能な限りすべてを網羅した歴史本となっている（完全限定販売で、開発コードにちなんだ175部となっている）。

## 車名の由来
Vehicle（乗り物）とVision（未来像）とCross（交差）を合わせた造語であり、オンロードとオフロード、日常と非日常のクロスオーバーを表現している。